# 郑南峰
郑南峰（1977年4月—）福建漳平人，厦门大学化学化工学院教授，化学家，嘉庚创新实验室主任、纳米材料制备技术国家地方联合工程研究中心主任，厦门市科学技术协会第九届委员会主席、主要从事纳米化学、固体结构化学、团簇化学等方面的研究工作。入选中华人民共和国教育部2009年度“长江学者”特聘教授，2023年11月当选中国科学院院士。曾获得中国国家杰出青年基金。2024年11月29日当选厦门市科学技术协会第九届委员会主席